# 雌雄異體
雌雄異體（英語：dioecy）是指當一種生物有獨立的單一性別個體，一個個體上只有一個性別。確切的定義在動物、植物和真菌中略有不同。

## 動物

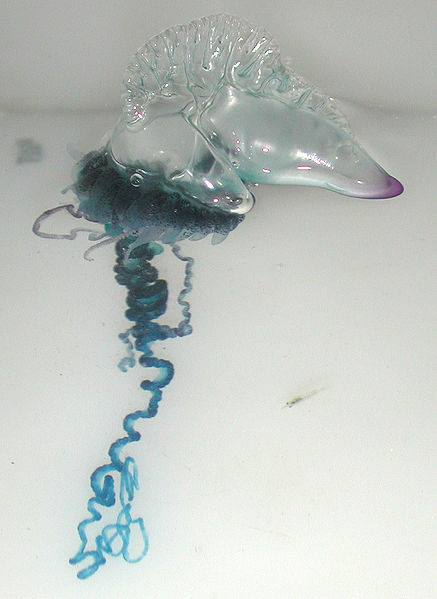
僧帽水母（Physalia physalis）是雌雄異體的生物，其群落都是相同性別。圖中的群落上構成生殖水母體的個體都是單一相同性別。

在動物中，與雌雄異體相對的是雌雄同體，即一個個體有兩個性別。雌雄異體有時也用來指群落，如管水母，這類生物有的是一株群落只有一個性別的個體，有的是一株群落有兩個性別的個體，若將群落視為一個單位，也可以說前者是雌雄異體。也有一些動物，例如蝸牛，在某些屬是雌雄同體，也有些屬卻是雌雄異體。
大多數的動物，包括人類，是雌雄異體。在少數的情況下，雌雄異體的物種會出現雌雄同體的情況，例如雙性人。

## 植物

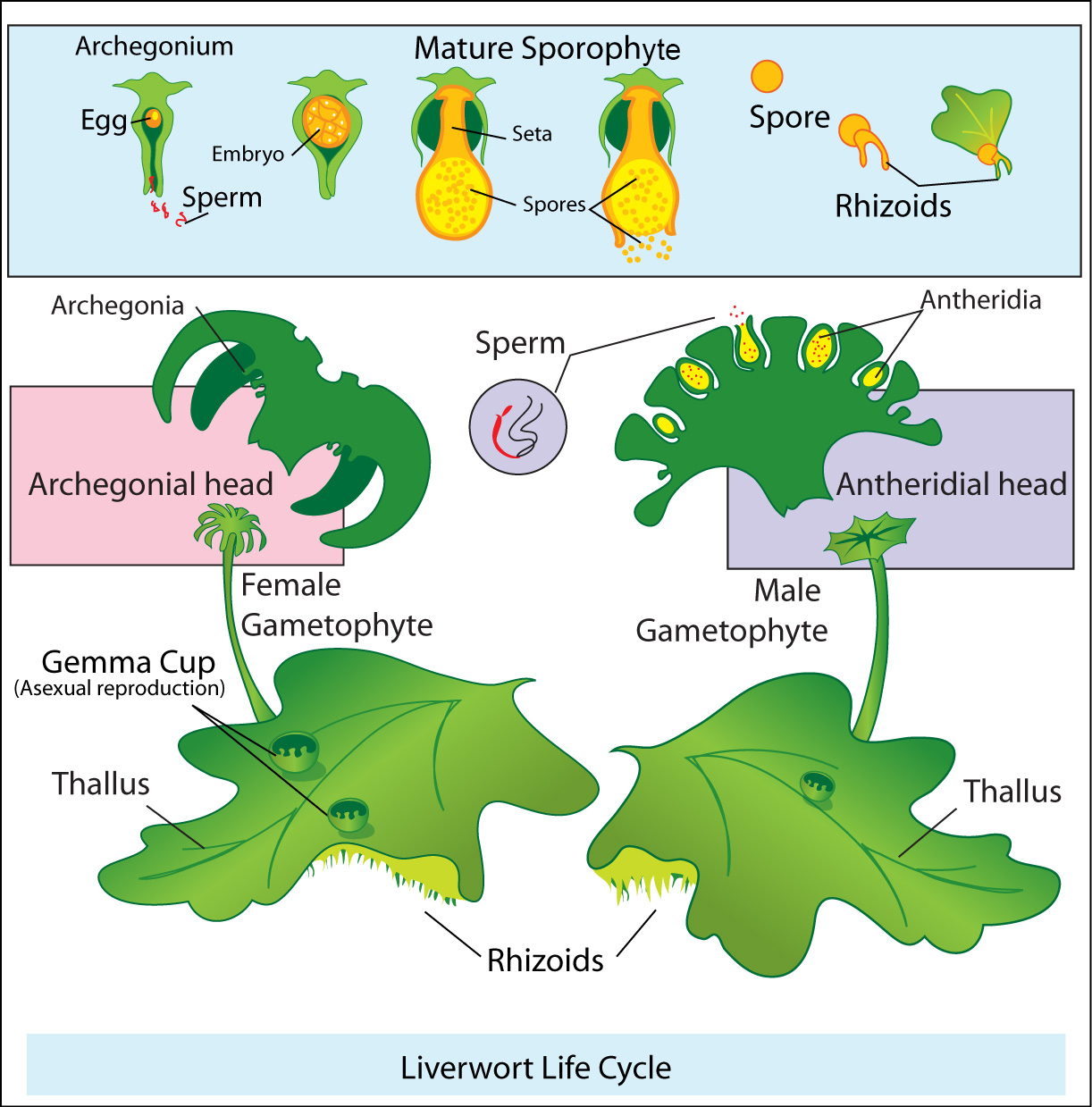
地錢可以是雌雄異體或雌雄異花。圖中顯示的是同時有精子器和藏卵器的配子體。

陸生植物有世代交替的過程，其中孢子體世代產生的是孢子而不是配子，因此嚴格來說孢子體沒有生殖器官。但因陸生植物的配子體（在花粉或胚珠內）都是單性別，因此雌雄異株和其他類似的形容詞通常仍是用來描述孢子體。在英文中有時會改用dioicous和monoicous來指配子體，有別於dioecous和monoecous。
植物的生殖系統除了雌雄異體（又稱雌雄異株）之外，還有為雌雄異花（單性花）、雌雄同花（兩性花）、雌花及兩性花（gynomonoecy）、雄花及兩性花（andromonnoecy）等等。雌雄異株的植物在一棵植株上只有一種性別的生殖構造。這個描述較常用在種子植物，但也有雌雄異株的蕨類。被子植物中大約6%的物種是雌雄異株，7%的屬含有雌雄異株的物種，在木本植物中較常見。雌雄異株的例子包括銀杏、柳樹、大麻。苔藓植物中, 68%的苔藓、57%的地钱和40%的角苔为雌雄异株。

## 真菌
因為真菌的配子大小通常未分化，在真菌中通常不用雌雄（以配子的大小定義）來區分性別，而是依交配時細胞核移動的方向區分提供方（doner）和接受方（recipient）。在真菌的交配過程中，提供方的將細胞核交給別接受方，然後在接受方原有的細胞核和提供方提供的細胞核會融合成為合子，而後經減數分裂形成孢子。所謂雌雄異體的真菌，即是一個個體只能在交配時充當提供方或接受方其中之一，而雌雄同體的真菌在交配時則可擔任任一方的角色。